# Deep Freeze
«Deep Freeze» — утиліта для операційних систем Microsoft Windows, Mac OS X та Linux, яка надає можливість системним адміністраторам й звичайним користувачам захищати ядро операційної системи й файли від небажаних змін або вилучення. Вона відновлює збережений стан системи після перезавантаження комп'ютера.
Deep Freeze також може захистити комп’ютер від шкідливого програмного забезпечення, оскільки він автоматично видаляє (точніше, більше не «бачить») завантажені файли при перезавантаженні комп’ютера. Перевага використання Deep Freeze полягає в тому, що він використовує дуже мало системних ресурсів, і, таким чином, не дуже знижує продуктивність комп’ютера. Недоліком є те, що він не забезпечує захист у режимі реального часу, тому заражений комп’ютер доведеться перезавантажити, щоб видалити шкідливе програмне забезпечення.

## Обмеження та безпека
Deep Freeze захищає лише робочі станції в стані «свіжого завантаження». Тобто Deep Freeze запобігає постійному втручанню в захищені жорсткі диски/розділи під час перезавантажень, але діяльність користувача між перезавантаженнями не обмежується програмою. Наприклад, Deep Freeze не перешкоджає встановленню програми; користувач може встановити модифіковану версію веббраузера (але, здавалося б, нешкідливого для незнайомого користувача), призначеного для таємного надсилання паролів користувачів на сервер, підключений до Інтернету. Як обхідний шлях, Deep Freeze можна налаштувати на перезапуск після виходу користувача, вимкнення після вибраного періоду бездіяльності або перезапуск/вимкнення у запланований час, щоб гарантувати, що такі інсталяції не зберігаються (оскільки перезавантаження системи повертає систему до початкового, незміненого стану). 
Deep Freeze не може захистити операційну систему та жорсткий диск, на яких він встановлений, якщо комп’ютер завантажено з іншого носія (наприклад, інший завантажувальний розділ або внутрішній жорсткий диск, зовнішній жорсткий диск, USB-пристрій, оптичний носій або мережевий сервер). У таких випадках користувач мав би реальний доступ до вмісту (імовірно) замороженої системи. Цьому сценарію можна запобігти, налаштувавши CMOS (незалежну пам’ять BIOS) на робочій станції для завантаження лише з жорсткого диска, який потрібно захистити, а потім захистити CMOS паролем. Ще одним запобіжним заходом було б заблокувати корпус ПК за допомогою фізичного замка або системи кріплення кабелів, щоб запобігти доступу до перемичок материнської плати. Невжиття таких запобіжних заходів може поставити під загрозу захист, що забезпечується програмним забезпеченням.
Deep Freeze може захистити розділи жорсткого диска місткістю більше ніж 2  ТБ (за допомогою NTFS).